# 丹羽長祥
丹羽 長祥（にわ ながあきら）は、江戸時代中期から後期にかけての大名。陸奥国二本松藩の第8代藩主。通称は鍋太郎。官位は従四位下・左京大夫。丹羽家第9代。

## 略歴
第7代藩主・丹羽長貴の長男。母は石川氏。
寛政元年（1789年）4月5日、父・長貴の嫡子となる。寛政4年（1792年）9月25日、11代将軍・徳川家斉にお目見えする。同年12月16日、従五位下大炊頭に叙任した。後に加賀守、左京大夫に改めた。寛政8年（1796年）5月13日、父・長貴の死去により、家督を相続した。享和2年（1802年）12月18日、従四位下に昇進した。
文化10年（1813年）に死去し、家督は長男・長富が継いだ。

## 系譜
父母
- 丹羽長貴（父）
- 石川氏 ー 側室（母）

正室
- 品 ー 有馬頼貴の娘

側室
- 中村氏
- 山下氏

子女
- 丹羽長富（長男）生母は中村氏（側室）